# Кассерес, Кристиан
Кристиан Альфонсо Ка́ссерес Ка́ссерес (исп. Cristian Alfonso Cásseres Cásseres; 29 июня 1977, Каракас) — венесуэльский футболист, нападающий. Выступал за сборную Венесуэлы.

## Биография

### Клубная карьера
Воспитанник футбольной школы столичного пригорода Нуэво-Оризонте. На профессиональном уровне начал выступать в 1996 году в клубе «Эстудиантес де Мерида» под руководством тренера Карлоса Орасио Морено, первый матч провёл против клуба «Трухильянос». Спустя год вернулся в Каракас, где выступал за клуб «ИталЧакао», был одним из лидеров нападения команды, становился чемпионом и вице-чемпионом Венесуэлы.
В январе 2000 года перешёл в мексиканский «Атлас» за 1,2 млн долларов. Дебютировал в чемпионате Мексики 15 января 2000 года в игре первого тура. Всего за половину сезона сыграл 11 матчей и забил 5 голов в составе «Атласа» в чемпионате. Во второй половине 2000 года выступал на правах аренды за «Ла-Пьедад», в 2001 году — за «Бачильерес» во втором дивизионе, а в 2005 году снова недолго играл в основе «Атласа». В промежутках выступал на правах аренды в Венесуэле, а также сыграл несколько матчей в чемпионате Аргентины в составе «Тальерес» (Кордова).
С 2006 года снова выступал за венесуэльские клубы. В 2015—2016 годах играл в чемпионате Доминиканской Республики за «Атлантико». В 2017 году вернулся на родину и выступает за «Метрополитанос».
Всего в высшей лиге Венесуэлы забил 153 гола, входит в пятёрку лучших бомбардиров турнира за всю историю. Свой сотый гол забил 13 апреля 2008 года в ворота клуба «Унион Лара». В том числе 103 гола забил в составе «Петаре» (ранее — «Италчакао» и «Депортиво Италия»).

### Карьера в сборной
Выступал за молодёжную сборную Венесуэлы, участник молодёжного чемпионата Южной Америки 1997 года.
В национальной сборной дебютировал 27 января 1999 года в товарищеском матчей против Дании. Участник Кубков Америки 1999 (1 матч) и 2001 (1 матч) годов. В 2004 году также был в заявке на турнир, но на поле не вышел. Всего в составе сборной сыграл 28 матчей и забил два гола. Автором голов стал 3 июля 2003 года, сделав дубль в игре против Тринидада и Тобаго (2:2).

## Достижения
- Чемпион Венесуэлы: 1998/99, 2004/05, 2008 (Апертура)